# Ziemovit I van Mazovië
Ziemovit I van Mazovië (?, 1215 - Jazdów, 23 juni 1262) was de jongste zoon van Koenraad van Mazovië en Agatha van Vladimir-Wolhynsk. Na de dood van zijn vader in 1247, erft Ziemovit de hertogdommen Sieradz, Łęczyca en Czersk. Dit testament zint echter zijn broer Casimir I van Koejavië niet die hem de oorlog verklaart en hem verjaagt uit Sieradz en Łęczyca. Ziemovit slaagt erin om Czersk te behouden dankzij de militaire steun van zijn broer Boleslaw I van Mazovië.
Na de plotste dood van Boleslaw I van Mazovië in 1248 erft Ziemovit al zijn bezittingen. Ziemovit laat Sieradz en Łęczyca aan zijn broer Casimir om zijn militaire activiteiten te concentreren op de grensbescherming tegen de Russen, de Sudoviërs en de Teutonen.
Om zich te verdedigen tegen de optrekkende Baltische stammen, sluit Ziemovit in 1248 een bondgenootschap met Daniel van Galicië en vervolgens in 1254 ook met de Teutonen. Hierdoor voelt Ziemovits broer Casimir I van Koejavië zich dan weer bedreigd en hij neemt Ziemovit gevangen. Een coalitie onder leiding van Boleslaw de Vrome van Groot-Polen verslaat in 1259 Casimir waardoor Ziemovit terug in het bezit komt van Sieradz. In 1262 opent Litouwen een groot offensief tegen Mazovië. De Litouwers branden de hoofdstad Płock plat, steken de Wisła over en nemen de versterking Jazdów in. Siemovit sneuvelt daarbij in de strijd op 23 juni 1262.
Ziemovit was gehuwd met Perejesława, dochter van Daniel van Galicië en was de vader van:
- Koenraad II (-1284)
- Boleslaw II (-1313)
- Salomea (-1301), non.